# 甘采維奇
甘采維奇是白俄羅斯的城市，由布列斯特州負責管轄，距離布列斯特250公里，始建於1898年，海拔高度157米，2006年人口14,700。1934年發生的一場大火把市內的天主教教堂燒毀。

## 外部連結
- Photos on Radzima.org （页面存档备份，存于）

1. ↑  . belsat.gov.by.   [11 June 2024]. （原始内容存档于2 April 2024）.